# Épisodes de You, Me and the Apocalypse
Cet article présente le guide des épisodes de la série télévisée britanno-américaine You, Me and the Apocalypse.

## Généralités
- Au Royaume-Uni, la saison a été diffusée du 30 septembre 2015 au 2 décembre 2015 sur Sky1[1].
- Aux États-Unis, elle a été diffusée du 28 janvier 2016 au 31 mars 2016 sur le réseau NBC.

## Distribution

### Acteurs principaux
- Rob Lowe : Father Jude Sutton
- Jenna Fischer : Rhonda McNeil
- Megan Mullally : Leanne
- Mathew Baynton : Jamie Winston / Ariel Conway
- Joel Fry : Dave Bosley
- Paterson Joseph : Général Arnold Gaines
- Gaia Scodellaro : Sister Celine Leonti
- Pauline Quirke : Paula Winton
- Fabian McCallum : Spike
- Kyle Soller : Scotty McNeil

## Épisodes

### Épisode 1: Titre français inconnu (34 Days to Go)
- Royaume-Uni : 30 septembre 2015 sur Sky1[1]
- États-Unis : 28 janvier 2016 sur NBC[2]
- Canada : 29 juin 2016 sur Global[3]
- Belgique : 29 juillet 2016 sur Be tv

- États-Unis : 5,02 millions de téléspectateurs[4] (première diffusion)

### Épisode 2: Titre français inconnu (33 Days to Go)
- Royaume-Uni : 7 octobre 2015 sur Sky1
- États-Unis : 4 février 2016 sur NBC
- Canada : 6 juillet 2016 sur Global
- Belgique : 29 juillet 2016 sur Be tv

- États-Unis : 3,47 millions de téléspectateurs [5] (première diffusion)

### Épisode 3: Titre français inconnu (32 Days to Go)
- Royaume-Uni : 14 octobre 2015 sur Sky1
- États-Unis : 11 février 2016 sur NBC
- Canada : 13 juillet 2016 sur Global
- Belgique : 5 août 2016 sur Be tv

- États-Unis : 2,97 millions de téléspectateurs[6] (première diffusion)

### Épisode 4: Titre français inconnu (26 Days to Go)
- Royaume-Uni : 21 octobre 2015 sur Sky1
- États-Unis : 18 février 2016 sur NBC
- Canada : 20 juillet 2016 sur Global
- Belgique : 5 août 2016 sur Be tv

- États-Unis : 2,57 millions de téléspectateurs[7] (première diffusion)

### Épisode 5: Titre français inconnu (23 Days to Go)
- Royaume-Uni : 28 octobre 2015 sur Sky1
- États-Unis : 25 février 2016 sur NBC
- Canada : 27 juillet 2016 sur Global
- Belgique : 12 août 2016 sur Be tv

- États-Unis : 2,58 millions de téléspectateurs[8] (première diffusion)

### Épisode 6: Titre français inconnu (17 Days to Go)
- Royaume-Uni : 4 novembre 2015 sur Sky1
- États-Unis : 3 mars 2016 sur NBC
- Canada : 3 août 2016 sur Global
- Belgique : 12 août 2016 sur Be tv

- États-Unis : 2,34 millions de téléspectateurs[9] (première diffusion)

### Épisode 7: Titre français inconnu (14 Days to Go)
- Royaume-Uni : 11 novembre 2015 sur Sky1
- États-Unis : 10 mars 2016 sur NBC
- Canada : 10 août 2016 sur Global
- Belgique : 19 août 2016 sur Be tv

- États-Unis : 2,22 millions de téléspectateurs[10] (première diffusion)

### Épisode 8: Titre français inconnu (7 Days to Go)
- Royaume-Uni : 18 novembre 2015 sur Sky1
- États-Unis : 17 mars 2016 sur NBC
- Canada : 17 août 2016 sur Global
- Belgique : 19 août 2016 sur Be tv

- États-Unis : 2,76 millions de téléspectateurs[11] (première diffusion)

### Épisode 9: Titre français inconnu (24 Hours to Go)
- Royaume-Uni : 25 novembre 2015 sur Sky1
- États-Unis : 24 mars 2016 sur NBC
- Belgique : 26 août 2016 sur Be tv
- Canada : 24 août 2016 sur Global

- États-Unis : 2,68 millions de téléspectateurs[12] (première diffusion)

### Épisode 10: Titre français inconnu (The End of the World)
- Royaume-Uni : 2 décembre 2015 sur Sky1
- États-Unis : 31 mars 2016 sur NBC
- Belgique : 26 août 2016 sur Be tv
- Canada : 31 août 2016 sur Global

- États-Unis : 2,80 millions de téléspectateurs[13] (première diffusion)